# Rhadinopsylla insolita
Rhadinopsylla insolita är en loppart som beskrevs av Jordan 1929. Rhadinopsylla insolita ingår i släktet Rhadinopsylla och familjen mullvadsloppor. Inga underarter finns listade i Catalogue of Life.